# Verbena grisea
Verbena grisea — вид трав'янистих рослин родини Вербенові (Verbenaceae), ендемік Галапагосів (Еквадор).

## Опис
Щільно й дещо шовковисто сіро-волосиста рослина. Стебла чотирикутні, дещо борознисті; головні міжвузля значно перевищують листки в більшості випадків; листки перехресно-протилежні, черешкові; пластини від яйцюватих до дельтовидих, завдовжки 2.5 см і більше, щільне опушені, закриваючи жилкування на обох поверхнях, 2-перисто-розділені. 
Суцвіття розгалужені, квіти маленькі у струнких, вільних, подовжених колосках. Чашечка циліндрична, довжиною ≈ 2 мм, 5-ребристі, волосато-опушена на зовнішній поверхні, обідок дрібно й тупо 5-зубчастий. Віночок майже вдвічі довший, ніж чашечка, опушений в горлі, нерівномірно 5-частковий, частки заокруглені. Горішки 1–1.2 мм довжиною.

## Поширення
Ендемік Галапагосів (Еквадор).
Ендемічна, рідкісна рослина на вищих висотах острова Пінзон (ісп. Pinzón).